# Giuseppina Occhionero
Giuseppina Occhionero (Larino, 8 agosto 1978) è un'avvocata e politica italiana, deputata alla Camera nella XVIII legislatura della Repubblica Italiana, eletta con Liberi e Uguali per poi passare nel 2019 ad Italia Viva di Matteo Renzi.

## Biografia
Nata l'8 agosto 1978 a Larino, in provincia di Campobasso, si è laureata in giurisprudenza all'Università di Bologna, ha esercitato la professione di avvocato a Termoli.
Contemporaneamente all'attività politica da deputata, nel 2022 ha svolto e superato brillantemente con il massimo dei voti un master di II livello in Strategia Globale e Sicurezza attivato dalla Scuola Universitaria Interdipartimentale in Scienze Strategiche (SUISS) in collaborazione con l’Università degli Studi di Torino, lo Stato Maggiore della Difesa, l'Istituto Alti Studi per la Difesa (IASD) e il Centro Alti Studi per la Difesa (CASD). Il conseguimento di questo titolo è avvenuto in seguito alla discussione della tesi "Cosa resta dopo il Covid-19? Attualizzazione di una governance forse obsoleta per affrontare le sfide globali", nella quale ha analizzato alcuni profili innovativi nell'ambito della governance delle Nazioni Unite.

## Attività politica
Alle elezioni comunali in Molise del 2009 viene eletta consigliera comunale di Campomarino, divenendo nel 2011 assessore con deleghe alla Cultura e al Turismo nella giunta comunale di Francesco Cammilleri.
Alle elezioni politiche del 2018 viene candidata alla Camera dei deputati, nella circoscrizione Molise tra le liste di Liberi e Uguali (LeU), lista elettorale guidata dal presidente del Senato uscente Pietro Grasso, venendo eletta deputata. Nella XVIII legislatura della Repubblica è stata componente dell'8ª Commissione Ambiente, Territorio e Lavori pubblici e della Commissione parlamentare d'inchiesta sui fatti accaduti presso la comunità "Il Forteto", capogruppo per LeU nella 14ª Commissione Politiche dell'Unione Europea, capogruppo per Italia Viva nella 4ª Commissione Difesa e nella Commissione parlamentare per l'infanzia e l'adolescenza.
Con la fondazione di Italia Viva, partito di stampo liberale e centrista guidato da Renzi, il 25 ottobre 2019 passa nel suo neonato gruppo parlamentare alla Camera.
Alle elezioni politiche anticipate del 2022 viene ricandidata alla Camera per la lista elettorale Azione - Italia Viva, come capolista nel collegio plurinominale Molise - 01, ma non risulterà eletta.

## Controversie e vicende giudiziarie
Verso la fine del 2019 fece scalpore la notizia che Antonello Nicosia, assistente parlamentare della Occhionero, già condannato a 10 anni e 6 mesi per traffico di droga, venne arrestato dalla procura di Palermo con l’accusa di associazione mafiosa, ritenuto vicino ai boss mafiosi fedelissimi di Matteo Messina Denaro (come il capomafia di Sciacca Accursio Dimino) e di aver passato dei pizzini mafiosi dalle carceri per recapitarli all’esterno, usufruendo proprio la posizione di collaboratore della Occhionero, la quale ne ha preso le distanze e si è dissociata, rimarcando cha la collaborazione era stata di breve durata.
In seguito la Occhionero venne indagata dalla DNA di Palermo con l'accusa di falso in concorso, perché secondo i PM inizialmente non avrebbe avuto un contratto valido con Nicosia, venendo rinviata a giudizio dal GUP di Palermo Fabio Pilato.